# Квічаль цейлонський
Квіча́ль цейлонський (Geokichla spiloptera) — вид горобцеподібних птахів родини дроздових (Turdidae). Ендемік Шрі-Ланки.

## Опис

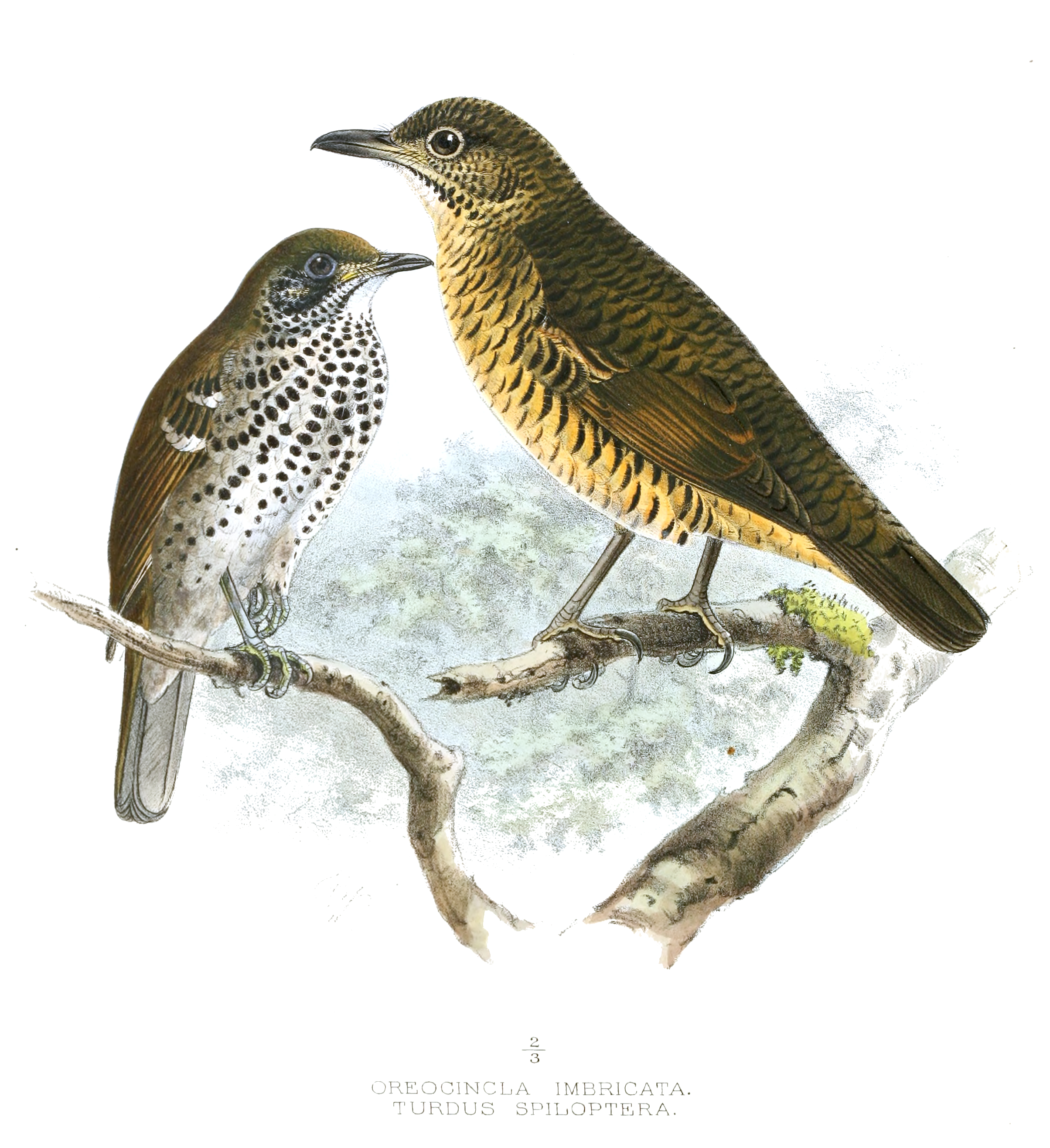
Цейлонський квічаль (зліва) і парковий квічаль (справа)

Довжина птаха становить 21-27 см, вага 70 г. Верхня частина тіла світло-коричнева, на крилах дві світлі смуги. Обличчя світле з двома вертикальними смугами, одна з яких іде через очі, а друга на скронях, під дзьобом темні "вуса". Нижня частина тіла біла, поцяткована чорними плямами. Дзьоб чорний, лапи жовті. У молодих птахів верхня частина тіла поцяткована охристими смугами, обличчя і нижня частина тіла світло-коричневі, поцятковані світлими смугами.

## Поширення і екологія
Цейлонські квічалі є ендеміками острова Шрі-Ланка. Вони живуть в густих рівнинних і гірських вологих тропічних лісах з густим чагарниковим і бамбуковим підліском, трапляються на узліссях, в садах і на плантаціях. Зустрічаються поодинці, на висоті від 750 до 1500 м над рівнем моря. Живляться безхребетними, яких шукають в лісовій підстилці, а також плодами. Сезон розмноження триває з березня по травень і з липня по січень. Гніздо чашоподібне, встелене м'якою рослинністю, розміщується в розвилці між гілками. В кладці 2-3 охристих або зеленувато-блакитних яйця.

## Збереження
МСОП класифікує стан збереження цього виду як близький до загрозливого. Цейлонським квічалям загрожує знищення природного середовища.